# جان كارول (لاعبة كريكت)
جان كارول (19 يونيو 1980 بدبلن في جمهورية أيرلندا - ) (بالإنجليزية: Jean Carroll)‏ هي لاعبة كريكت أيرلندية. شاركت مع منتخب أيرلندا للكريكت.

## وصلات خارجية
- جان كارول على موقع إي آس بي آن كريك إنفو (الإنجليزية)